# 奥斯特贝格
奥斯特贝格是德国巴伐利亚州的一个市镇。总面积13.79平方公里，总人口835人，其中男性428人，女性407人（2011年12月31日），人口密度61人/平方公里。